# 高橋和雄
髙橋 和雄（たかはし かずお、1930年〈昭和5年〉7月28日 - 2022年〈令和4年〉1月8日）は、山形県の政治家。山形県知事（在任期間・1993年〈平成5年〉2月14日 - 2005年〈平成17年〉2月14日）。山形県山形市出身。

## 経歴
旧制山形中学（現：山形県立山形東高等学校）、東北大学法学部を経て同大学院を修了。山形銀行頭取を務めた丹羽厚悦は、旧制山形中学で同学年で親しき仲だった。
1953年（昭和28年）に山形県庁に入庁｡ 東京事務所長､ 農林水産部長､ 教育長等を歴任後、1986年（昭和61年）副知事に就任し、1988年（昭和63年）秋、病に倒れた板垣清一郎知事が東京・虎の門病院に2ヶ月余り入院した際には板垣に代わり県政の指揮を執った。しかし、庄内空港ビル会社設立の件などから板垣の不興を買い、任期一期で退き、財団法人県生涯学習人材育成機構副理事長に転じた。
1992年（平成4年）7月の参議院議員選挙には、金澤忠雄山形市長や社民連の阿部昭吾から連合候補として出馬を打診され、出馬に傾いたとされるが、結局断念した。
板垣の健康不安による辞任で急遽実施された1993年（平成5年）2月の知事選に、岸宏一や近藤鉄雄のほか、一部自民党県議からの支援、さらに社会党、日本新党、社民連の推薦を得て立候補。榎本和平、降矢敬義、土田正剛（元県議、自民・公明・民社・スポーツ平和党推薦）、毛利健治（山形大学名誉教授、共産党推薦）を対抗馬として初当選、以来、3期12年にわたり県政を担うことになる。
在任中は山形新幹線の新庄延伸、東北公益文科大学の開学、山形駅西口の霞城セントラルの建設、さくらんぼテレビの開局、全国に先駆けた少人数学級の導入に尽力した。県職員からの叩き上げであるため、県職員労働組合と蜜月の関係を築いていた。そのため、行政改革には及び腰と見られていた。
1999年（平成11年）に「笹かまぼこ献金事件」が発覚。当時は水面下で建設業者との癒着が疑われたが、実質「オール与党」状態の県議会（共産党は除く）や県内マスコミが深く追及しなかった為に事件は程無くして沈静化する。
2005年（平成17年）1月、4期目を目指し立候補。県内各団体やオール与党状態の県議会からも強い支持を受け、盤石の体制で選挙は楽勝と思われた。しかし、衆議院議員である加藤紘一が支援する新人の齋藤弘に4477票差で敗れ、落選。敗因は現職の髙橋が年齢的に高齢だった事、県民が長期政権による閉塞感に不満を持っていた事、楽勝かと思われた事で支援団体の選挙活動が疎かになった事、「笹かまぼこ献金事件」といった深刻な髙橋県政不信などと言われている。
2006年（平成18年）の叙勲で旭日重光章を受章。
2008年（平成20年）12月、2009年（平成21年）1月25日に投開票の山形県知事選挙に現職である齋藤弘への対抗馬で、連合山形、民主党・社民党・共産党の各県連、県選出で自民党所属の県議会議員や国会議員の一部らの支援を受けている吉村美栄子の集会に県議経験者らと共に出席した。これは、前回の県知事選挙以来となる久々の表舞台への登場だった。
2022年（令和4年）1月8日、老衰のため山形市内の自宅で死去、91歳没。亡くなる前日まで体調に特に問題はなかった。日本国政府は死没日付をもって正四位に叙した。

## 笹かまぼこ献金事件
県知事に在職していた1999年、『東北談合のボス』と呼ばれる鹿島建設東北支店の幹部を含む大手ゼネコン4社の幹部らが知事室に挨拶に来たが、あいにく髙橋は不在だったので大手ゼネコン4社の幹部らは髙橋へのお土産として持参した（宮城県仙台市の名産品である）『笹かまぼこ』を置いてそのまま帰った。その後、登庁した髙橋が箱を開けると笹かまぼこの下から2000万円の札束が出てきた為に、慌てて『笹かまぼこ』ごとゼネコンの担当者に返却して処理したという。
しかし、当時の県内の公共工事の平均落札率が約97%（90%を越えても談合の可能性が高い）と異常に高く、それに加えて、当時の建設業者の間では「『天の声』が無ければ仕事が来ない」とも言われていた。ただ、オール与党状態の県議会や県内マスコミからはほとんど追及されることも無くこの事件は沈静化した為に現在でも事件の真相は不明である。
なお、この事件について髙橋の支持者は「髙橋の清廉潔白を現すエピソード」と述べていたが、批判的な者は「金権体質だからそんな事件が起きた」と主張していた。

## 著書
- 『自治の未来をめざして 自伝的回想/山形県政十二年』南北社、2009年9月。